# ئی.بی. وایت

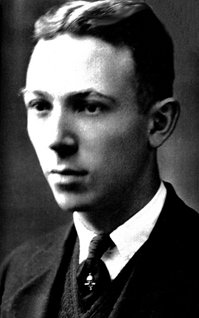
ای بی وایت در سال‌های جوانی

الوین بروکس "ئی. بی." وایت (انگلیسی: Elwyn Brooks "E. B." White؛ زادهٔ ۱۱ ژوئیه ۱۸۹۹ - درگذشته ۱ اکتبر ۱۹۸۵) نویسنده، شاعر و طنزپرداز آمریکایی بود. او پیرو لیبرالیسم بود.

## زندگی‌نامه
او در ۱۹۲۱ از دانشگاه کرنل لیسانس هنر گرفت و همزمان به سردبیری نشریهٔ کرنل دیلی سان را بر گرده داشت. همچنین برای نشریه‌های سیاتل تایمز و سیاتل پست اینتلیجنسر می‌نوشت.
وایت دو سال پس از انتشار اولین شمارهٔ نیویورکر، در سال ۱۹۲۵، در این مجله مشغول به کار شد و حدوداً شصت سال در این مجله، که آن زمان مهم‌ترین مجلهٔ ادبی سراسر آمریکا به‌شمار می‌رفت، مطلب نوشت.
او که دچار آلزایمر شده بود در سال ۱۹۸۵ درگذشت و پیکرش را سوزاندند و خاکسترش را در کنار همسرش کاترین سرجنت آنجل در گورستان بروکلین به خاک سپردند.

## جوایز
او در ۱۹۷۸ جایزه پولیتزر را برای کوشش‌هایش دریافت داشت.